# کارن کوچاریان (مجری تلویزیونی)
کارن روبرتی کوچاریان (ارمنی: Կարեն Ռոբերտի Քոչարյան زاده ۱۹ ژانویهٔ ۱۹۵۸) یک بازیگر، کارگردان، مجری تلویزیونی، روزنامه‌نگار اهل ارمنستان است. وی از سال میلادی تاکنون مشغول فعالیت بوده‌است.

## زندگی‌نامه
وی در ۱۹ ژانویه ۱۹۵۸ در ایروان زاده شد و از آکادمی دولتی هنرهای زیبای ارمنستان فارغ‌التحصیل شد. وی در ارمنستان ۱, آرمنیا تی‌وی، یرکیر مدیا، انستیتو فیزیولوژی لوون اوربلی، کالج دولتی هنر رقص ایروان تئاتر روسی استانیسلاوسکی ایروان فعالیت می‌کند. وی همچنین برندهٔ جوایزی همچون مدال موسس خورناتسی و مدال طلای وزارت فرهنگ جمهوری ارمنستان شده‌است.